# Lechner Ágost
Lechner Ágost (Buda, 1834. november 1. – Budapest, 1901. február 27.) jogi doktor, egyetemi tanár, főrendiházi tag.

## Élete
Lechner József országos építészeti főigazgató és Kugler Amalia fia, bátyja Lechner Lajos mérnök. A gimnáziumot a kegyesrendiek budai főgimnáziumában, a jogi tanulmányokat a pesti és bécsi egyetemeken elvégezve, tanári és doktori oklevelet nyert. 1856. szeptember 7-én a pozsonyi akadémia tanársegédének nevezték ki; egyszersmind helyettesítette 1861-ig a magyar magánjog és történelem, 1861-től 1866-ig a statisztika előadóját. 1861. december 7-én rendkívüli tanárrá, 1866. november 28-án rendessé lett a Pozsonyi Királyi Jogakadémián és 1867-ig a statisztikát tanította. Az 1867-68. tanévtől 1869-ig a magyar jogtörténetet, közjogot, a közigazgatási s pénzügyi törvényismét adta elő. 1866-tól államvizsgálati bizottsági tag volt. 1868-ban ideiglen az igazgatói teendőket végezte. 1869. szeptember 25-én kinevezték a pesti egyetemre, ahol akkor új tanszék rendeztetett, a közigazgatási és pénzügyi jog rendes tanárává, melyhez 1872-ben hozzákapcsolták a közjogot is; az 1873-74. tanévben a dékáni hivatalt viselte, az 1885-86-ban pedig a rektori méltósággal tisztelték meg. Közjogi előadásaiban a történeti fejlődésre is figyelemmel volt. A II. alapvizsgálat tagja és az államtudományi államvizsgálati bizottság elnöke volt. 1893-ban kinevezték főrendiházi taggá; tagja volt a közjogi, törvénykezési és a naplóbirálóbizottságnak és póttagja a királyi és országos legfőbb fegyelmi bíróságnak.
Cikke a Hoffmann, Jog- és államtudományi folyóiratában (1871. Az önkormányzatról.); beszéde a budapesti egyetemen: Beszéd, mellyel a budapesti m. kir. tud. egyetem rektori székét 1885. szept. 1. elfoglalta (Acta 1885-86. Fasc. 1.); 1896. május 13. A jogeszme kifejlődése az újkorban (Acta 1885-86. Fasc. 2.); Az egyetem története 1885-86-ban, beszéd, mellyel az egyetem volt rektora az egyetem igazgatóságáról lelépett (Acta 1886-1887. Fasc. 1.)
Arcképe kőnyomat Herqui K.-tól, nyomt. Horn és Zobel. (Hajnal, 1873.)

## Munkái
- Tételek az összes jog- és államtudományokból. Pozsony, 1865.
- Kőnyomatban: Közigazgatási jogi jegyzetek. Különös rész. Bpest, 1887. A m. közigazgatás jog általános része, 3. átdolg. és jav. k. Uo. 1888. (I. Általános rész. II. Különös rész. Jegyezte Frank Sala. Uo. 1890. és 1893-1894.)
- Pénzügyigazgatósági jogi jegyzet. Közli Laczkovics Gyula. II. kiad. Uo. 1887-88. 3. a legujabb törvényekkel bőv. kiadás. Uo. 1889.
- Magyar közjog. Előadásai után közli Takáts Zoltán, 2. kiadás. Uo. 1887.; írta és kaidta Frank Sala. Uo. 1890.; (9. kiadás. Uo. 1899.)

Korbuly Imre, Magyarország közjogának 3-ik kiadását (Bpest, 1877.) Kautz Gyula és Pulszky Ágost társaival ő rendezte sajtó alá.